# Faizabad
Faizabad là một thành phố và là nơi đặt ban đô thị (municipal board) của quận Faizabad thuộc bang Uttar Pradesh, Ấn Độ.

## Địa lý
Faizabad có vị trí 26°47′B 82°08′Đ / 26,78°B 82,13°Đ Nó có độ cao trung bình là 97 mét (318 feet).

## Nhân khẩu
Theo điều tra dân số năm 2001 của Ấn Độ, Faizabad có dân số 144.924 người. Phái nam chiếm 52% tổng số dân và phái nữ chiếm 48%. Faizabad có tỷ lệ 71% biết đọc biết viết, cao hơn tỷ lệ trung bình toàn quốc là 59,5%: tỷ lệ cho phái nam là 76%, và tỷ lệ cho phái nữ là 67%. Tại Faizabad, 12% dân số nhỏ hơn 6 tuổi.